# Liste des maires de San Diego
Le maire de San Diego (en anglais : Mayor of San Diego) est la personne élue pour diriger la ville américaine de San Diego située dans l'État de Californie.

## Liste des maires
| Maire                 | Mandat                                 | Parti       | Remarque                |
| --------------------- | -------------------------------------- | ----------- | ----------------------- |
| Joshua H. Bean        | 1850–1851                              |             |                         |
| David B. Kurtz        | 1851–1852                              | Whig        |                         |
| George P. Tebbetts    | 1852                                   |             |                         |
| Board of Trustees     | 1852–1889                              |             |                         |
| Douglas Gunn          | 1889–1891                              | républicain | "Citoyens Non-Partisan" |
| Matthew Sherman       | 1891–1893                              | républicain |                         |
| William H. Carlson    | 1893–1896                              | Indépendant |                         |
| David C. Reed         | 1897–1898                              | républicain |                         |
| Edwin M. Capps        | 1899–1901                              | démocrate   |                         |
| Frank P. Frary        | 1901–1905                              | républicain |                         |
| John L. Sehon         | 1905–1907                              | démocrate   |                         |
| John F. Forward, Sr.  | 1907–1909                              | républicain |                         |
| Grant Conard          | 1909–1911                              | républicain |                         |
| James E. Wadham       | 1911–1913                              | démocrate   |                         |
| Charles F. O'Neall    | 1913–1915                              | démocrate   |                         |
| Edwin M. Capps        | 1915–1917                              | démocrate   |                         |
| Louis J. Wilde        | 1917–1921                              | républicain |                         |
| John L. Bacon         | 1921–1927                              | républicain |                         |
| Harry C. Clark        | 1927–1931                              | républicain |                         |
| Walter W. Austin      | 1931–1932                              | républicain |                         |
| John F. Forward, Jr.  | 1933–1934                              | républicain |                         |
| Rutherford B. Irones  | 1934–1935                              | républicain | Nommé                   |
| Percy J. Benbough     | 1935–1942                              | républicain | Mort en fonction        |
| Howard B. Bard        | 1942–1943                              | démocrate   | Nommé                   |
| Harley E. Knox        | 1943–1951                              | Indépendant |                         |
| John D. Butler        | 1951–1955                              | républicain |                         |
| Charles C. Dail       | 1955–1963                              | démocrate   |                         |
| Francis Earl Curran   | 1963–1971                              | démocrate   |                         |
| Pete Wilson           | 1971–1983                              | républicain |                         |
| William E. Cleator Sr | 1983                                   |             | Intérim                 |
| Roger Hedgecock       | 1983–1985                              | républicain |                         |
| Maureen O'Connor      | 1985–1992                              | démocrate   |                         |
| Susan Golding         | 1992–2001                              | républicain |                         |
| Dick Murphy           | 2001–2005                              | républicain | Démission               |
| Michael J. Zucchet    | 15–18 juillet 2005                     |             | Intérim                 |
| Toni Atkins           | 18 juillet–5 décembre 2005             |             | Intérim                 |
| Jerry Sanders         | 5 décembre 2005–3 décembre 2012        | républicain |                         |
| Bob Filner            | 3 décembre 2012–30 août 2013           | démocrate   | Démission               |
| Todd Gloria           | 30 août 2013–3 mars 2014               | démocrate   | Intérim                 |
| Kevin Faulconer       | Depuis le 3 mars 2014-10 décembre 2020 | républicain |                         |
| Todd Gloria           | Depuis le 10 décembre 2020             | démocrate   |                         |